# La Pampa (distrito)
La Pampa é um distrito peruano localizado na Província de Corongo, departamento Ancash. Sua capital é a cidade de La Pampa.

## Transporte
O distrito de La Pampa é servido pela seguinte rodovia:
- PE-12A, que liga o distrito à cidade de Uchiza (Região de San Martín)
- PE-3N, que liga o distrito de La Oroya (Região de Junín) à Puerto Vado Grande (Fronteira Equador-Peru) no distrito de Ayabaca (Região de Piura)
- PE-3NA, que liga o distrito à cidade de Tauca [2][3][4]